# Коваличі
Коваличі (біл. вёска Кавалічы) — село в складі Гродненського району Гродненської області, Білорусь. Село підпорядковане Індурській сільській раді, розташоване в західній частині області.